# Jiri Kovanda
Jiri Kovanda (Praga, Txèquia, 1 de maig de 1953) és un artista conceptual txec.
De formació autodidacta, Kovanda va començar la seva pràctica com a artista conceptual a mitjans de la dècada de 1970, amb intervencions efímeres que capturava en imatges blanc i negre, i de les que quedava rastre en senzills fulls d'instruccions per tal que qualsevol persona els pugui tornar a executar. En aquella dècada, després dels fets de Praga al 1968, molts artistes van escollir tornar a la seguretat del treball al seus estudis; ell, per la seva banda, va decidir fer-ho a l'espai públic reclamant la seva dimensió política, tot i que de vegades gairebé imperceptible. Al llarg de les dècades posteriors, va experimentar amb altres suports, com la pintura. El seu treball va començar a ser recuperat en la primer dècada del segle XXI, re-descobrint la rellevància de les seves accions, amb un fort impacte en generacions més joves d'artistes.

## Anàlisi
A través d'una sèrie d'accions mínimes, sovint gairebé imperceptibles, i de composicions constructives, collages i instal·lacions realitzades amb una gran economia de mitjans i de naturalesa deliberadament precària i efímera, Kovanda analitza la dificultat d'establir vincles (físics i afectius) amb l'altre en l'espai urbà contemporani i tracta de propiciar una reflexió crítica al voltant de la relació entre el públic i el privat, l'íntim i el social, el visible i l'invisible, el valuós i el funcional. La radicalitat discursiva i la potencialitat visual de la feina d'aquest artista deriven, en gran manera, de la seva senzillesa, de la seva retòrica despullada i austera que fuig tant de l'espectacularització com de la instrumentalització pedagògica, aconseguint generar una comunicació directa, tot i que sempre subtil, amb l'espectador.

## Exposicions destacades
Individuals
- Centre d'Art Santa Mònica, Barcelona, 2007
- Museo Reina Sofía, Madrid, 2012
- Galeria Nacional de Praga, 2016

Col·lectives
- El cos en la fotografia Txecoslovaca, Museum Kromerizca, Kromeriz, Republica Txeca, 1986
- documenta 12, Kassel, 2007[2]
- Transmissions, Art en Europa de l'Est i Latinoamèrica, MoMA, Nova York, 2015

## Col·leccions
- MoMA, Nova York[3]
- Tate Modern, Londres[4]
- MUMOK, Viena[5]
- Centre Pompidou, París[6]